# Micrathena horrida
Micrathena horrida là một loài nhện trong họ Araneidae.
Loài này thuộc chi Micrathena. Micrathena horrida được Władysław Taczanowski miêu tả năm 1873.